# Favorinus d'Arles
Pour les articles homonymes, voir Favorinus.
Favorinus ou Fanus, (né v. 80-90 à Arelate (Arles) – mort v. 160) est un philosophe sceptique ou appartenant à la Nouvelle Académie. Il est considéré comme l'un des représentants de la seconde sophistique.

## Biographie
Les sources concernant sa vie sont les Nuits attiques d'Aulu Gelle, les Vies des sophistes de Philostrate, les extraits de Polémon résumés par Adamantius, les Moralia de Plutarque, Lucien, des passages de l'Anthologie Palatine, Dion Cassius, la Souda et Nicéphore Grégoras.
Il est parfois appelé Phaborinos le Sophiste, ou l'Hermaphrodite d'Arles. Au IIe siècle, l'« eunuque » congénital a profondément influencé le monde romain en se présentant comme l'incarnation du paradoxe.
Phaborinos le Sophiste est né autour 90 ap. J.-C. dans la ville d'Arles, au sud de la vallée du Rhône au sein d'une famille aristocratique. Il changea son nom pour une traduction latine, d'où Favorinus.
Un adultère le condamne à l'exil, qui prit fin en 138, il revint à Rome pour fonder une école d'éloquence. 
Favorinus eut pour maître Dion Chrysostome et peut-être également Épictète. Il séjourna à Athènes où il devint l'ami de Hérode Atticus. À Rome, il fut le maître d'Aulu-Gelle et devint l'ami de Plutarque qui lui dédia un livre.
Il enseignait la rhétorique à Athènes et à Rome sous Hadrien, et jouit quelque temps de la faveur de cet empereur, mais il finit par se le mettre à dos par ses sarcasmes, et par être chassé de Rome avec d'autres philosophes. Il mourut vers 160. 
En philosophie, il penchait vers le scepticisme : il avait composé un Traité des Tropes pyrrhoniens, dont Diogène Laërce et quelques autres écrivains ont conservé des fragments. Il avait aussi rassemblé les matériaux d'une Histoire universelle, dont on regrette la perte.
Nous ne savons pas s'il fut partisan du pyrrhonisme ou de la Nouvelle Académie. Néanmoins, nous savons qu'il admirait Pyrrhon et qu'il enseignait les tropes d'Énésidème. Mais il utilisait les méthodes de la Nouvelle Académie. Les deux courants étant très proches, il peut être considéré comme appartenant aux deux. L'influence du cynisme se retrouve aussi dans certains des discours conservés (Traité de l'exil notamment).

## Œuvres
Il est polygraphe par les multiples ouvrages et thématiques abordés  Les principaux conservés sont la Corinthica, le De Fortuna (deux traités transmis par Dion Chrysostome) ainsi que le De Exilo. Le reste est mutilé en 160 fragments donnant 20 titres. Une grande partie est perdue, les abréviations et définitions extraites n'ont pas encouragé la transmission. Plusieurs traités ont été attribués à tort à Favorinus dont une collection d'apophtegmes, le philosophe imita quelquefois Plutarque avec un contenu analogue aux Œuvres morales.
L'Histoire littéraire de la France lui consacre un chapitre.

### Liste
- Traité de l'exil
- Traité sur la vieillesse

Les écrits suivants sont perdus :
- Sur les sorts
- Défense des Gladiateurs
- Défense des Ternes
- Sur la vieillesse
- Sur la prière
- Sur les formes
- Sur la tempérance commune
- Sur la philosophie d'Homère
- Sur Socrate et sa conception de l'art d'aimer
- Sur Platon
- Sur la conduite des Philosophes
- Contre les astrologues, résumé par Aulu Gelle (XIV, 1)
- Eloge de Thersite
- Eloge de la Fièvre Quarte
- Tropes Pyrrhoniens
- Plutarque ou la disposition académique
- De la représentation compréhensive
- Compilation des actes et vie de philosophes, une grande encyclopédie d'au moins 24 livres, utilisée par Diogène Laërce[12].

### Fragments
- (de) E. Mensching (intr., éd. comm.), Favorin von Arelate, t. I: "Memorabilien und Omnigena historia", Berlin, 1963.
- (it) A. Barigazzi (intr., éd., comm.), Favorino di Arelate. Opere, Florence, 1966.
- (grc + fr) Favorinos d'Arles et Eugenio Amato (comm.) (trad. Yvette Julien), Œuvres, t. I : Introduction générale. Témoignages. Discours aux Corinthiens. Sur la fortune, Paris, Les Belles Lettres, coll. « Collection des Universités de France - série grecque », 2005, 607 p. (ISBN 978-2-251-00528-7).
- Favorinos d'Arles. Œuvres, tome II : De l'exil, Paris (à paraître)
- (grc + fr) Favorinos d'Arles (trad. Eugenio Amato), Œuvres, t. III : Fragments, Paris, les Belles lettres, coll. « Collection des universités de France - série grecque », 2010 (ISBN 978-2-251-00557-7).
- Eugenio Amato - M.-H. Marganne (dir.), Le traité Sur l'exil de Favorinos d'Arles, Rennes, Presses Universitaires, 2016.
- Fabien Vallos (trad. notes, comm.), Favorinos d'Arles, L'Exil, éditions Mix., 2019

### Sources
- Lucien de Samosate, Démonax
- Aulu Gelle, Nuits attiques, I, 10 et I, 3, 27

### Études
- Victor Brochard, Les Sceptiques grecs.
- AMATO, Eugenio (dir.) ; MARGANNE, Marie-Hélène (dir.), Le traité Sur l’exil de Favorinos d’Arles : Papyrologie, philologie et littérature. Nouvelle édition [en ligne]. Rennes : Presses universitaires de Rennes, 2015 (généré le 5 septembre 2018). Disponible sur Internet : <http://books.openedition.org/pur/53311>.  (ISBN 9782753557949). DOI 10.4000/books.pur.53311.

## Sources partielles
- Marie-Nicolas Bouillet  et Alexis Chassang (dir.), « Favorinus d'Arles » dans Dictionnaire universel d’histoire et de géographie, 1878 (lire sur Wikisource)
- Biographie universelle, ancienne et moderne (Supplément), Paris : Louis-Gabriel Michaud, 1838, vol.64, p.26-30 (lire en ligne)
- (en) « Phaborinos the Hermaphrodite », sur www.connellodonovan.com (consulté le 20 mars 2025)